# Carlo Savina
Carlo Savina (2 de agosto, 1919 — 23 de junho, 2002), foi um maestro e compositor italiano, que compôs, arranjou, e dirigia música para filmes, e é especialmente lembrado por ser o diretor musical de filmes como The Godfather (O Poderoso Chefão (1972), Amarcord (1973) e The Bear (1988).
Savina trabalhou com muitos dos compositores notáveis do século XX, incluindo: Ennio Morricone, Armando Trovajoli, Nino Rota, Mario Nascimbene, Stanley Myers, Stephen Sondheim, Philippe Sarde, e Miklos Rozsa. .

## Filmografia Selecionada
- 1988 The Bear
- 1985 Pizza Connection
- 1982 Hunters of the Golden Cobra
- 1981 Comin' at Ya!
- 1979 Orchestra Rehearsal
- 1978 The Perfect Crime
- 1978 Suggestionata
- 1975 Savage Man Savage Beast
- 1974 The Killer Reserved Nine Seats
- 1974 Lisa and the Devil
- 1974 The Stranger and the Gunfighter
- 1973 Amarcord
- 1973 Love and Anarchy
- 1972 The Godfather
- 1972 Lisa and the Devil
- 1972 Fellini's Roma
- 1972 Naked Girl Killed in the Park
- 1971 Eye of the Spider
- 1970 The Garden of the Finzi-Continis
- 1970 And God Said to Cain
- 1968 A Long Ride from Hell
- 1967 Johnny Oro
- 1967 The Taming of the Shrew
- 1967 Massacre in the Black Forest
- 1966 Somewhere Beyond Love
- 1965 Latin Lovers
- 1965 Secret Agent Fireball
- 1965 Bullet in the Flesh
- 1965 Här kommer bärsärkarna
- 1965 Veneri al sole
- 1964 Red Desert
- 1962 War Gods of Babylon
- 1962 Eva
- 1961 A Difficult Life
- 1960 Space Men
- 1960 It Started in Naples
- 1955 Girls of Today
- 1954 Totò cerca pace